# マフ

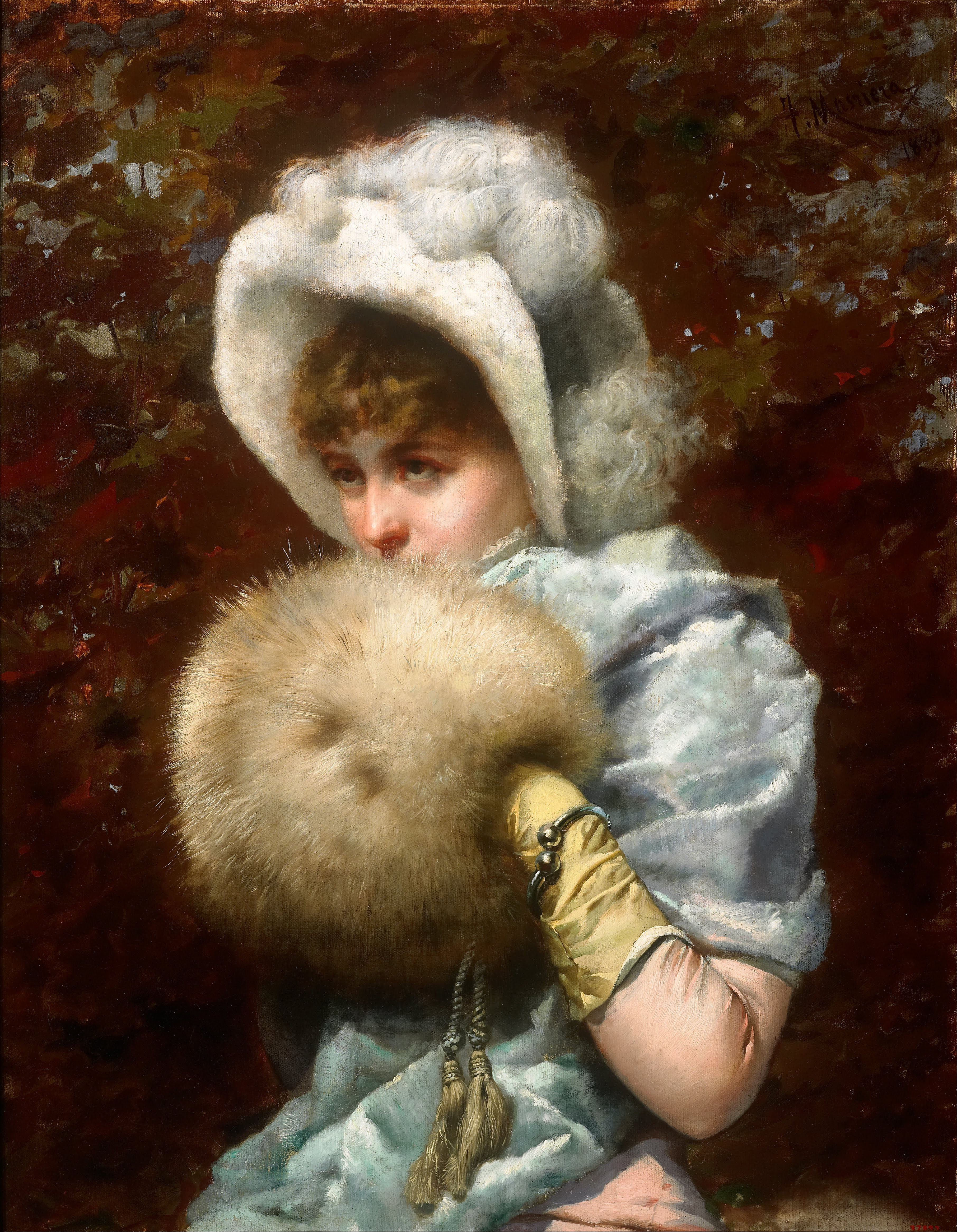
『1882年冬』　フランセスク・マリエラ（Francesc Masriera）　1882年　カタルーニャ美術館

1950年代のマフ

マフ（英語: muff）は、毛皮や織物で作られた、両端の開いた円筒形の防寒具である。両端の開いた口から手を入れて用いる。15世紀に現れ、16世紀には主として身分の高い女性の間で流行り、17世紀および18世紀には威厳を示すアクセサリーとして男性によっても用いられた。20世紀初頭には女性のみが使用するようになった。ローマ時代には、手袋の代わりに手まで届く長いスリーヴ（manicae）が用いられ、冬は特に毛皮製の特別なものが使われた。

## 語源
『中期, 末期ラテン語辞典』を編纂したシャルル・デュ・フレーヌ・デュ・カンジュ（Charles du Fresne du Cange）は、中世ラテン語のmuffulaeという単語をchirothecae pellitae et hibernae（冬の皮の手袋）と定義した。この"muffulae"は、修道士に払い出された羊の毛皮製のカバーで、西暦817年の公式台帳に記録が残っている。ただし、一体型ではなく左右の手に別々に着用する形態であった可能性がある（ローマ時代の物は別々であった）。台帳からは、夏用の手袋と冬用のmuffulaeが区別されていたことが見てとれる。古フランス語moufleは、厚手の手袋またはミトンを意味した。オランダ語のmof、ワロン語のmouffe、英語のmuffはmoufleの派生語と考えられる。